# Tim Graham
Timothy Joseph Michael „Tim“ Graham (* 31. Mai 1939 in Madras) ist ein ehemaliger britischer Sprinter.
Bei den Olympischen Spielen 1964 in Tokio wurde Timothy „Tim“ Graham er über 400 Meter Sechster und gewann in der 4-mal-400-Meter-Staffel mit der britischen Mannschaft in der Besetzung Graham, Adrian Metcalfe, John Cooper und Robbie Brightwell Silber.
Im Jahr 1966 gewann Graham mit der englischen Stafette Bronze bei den British Empire and Commonwealth Games in Kingston in der 4-mal-440-Yards-Staffel und wurde über 400 Meter Siebter bei den Leichtathletik-Europameisterschaften in Budapest.
Tim Graham startete für die Polytechnic Harriers.